# Termogravimetria

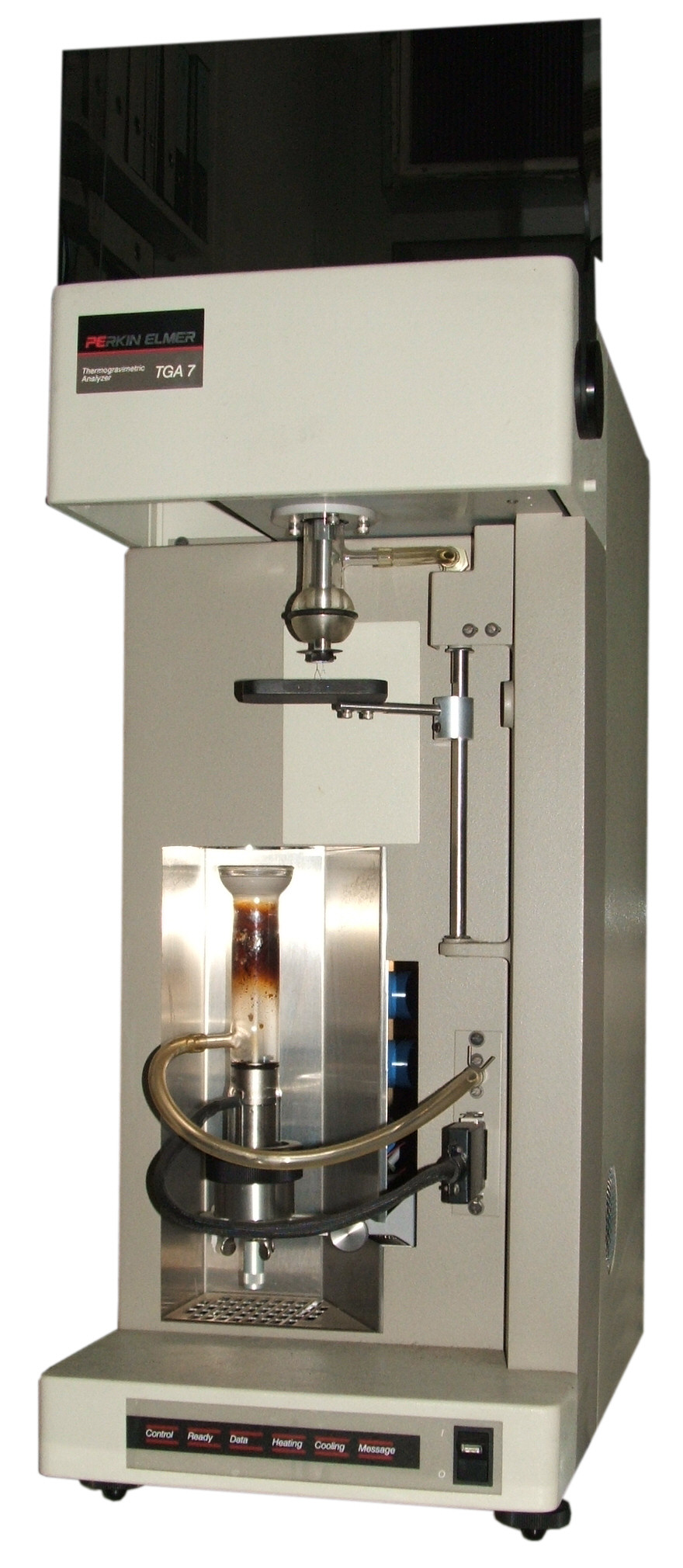
Típico aparelho de TGA

Termogravimetria ou análise termogravimétrica (TGA - do inglês Thermogravimetric analysis) é uma técnica destrutiva no ramo de análises térmicas, na qual se monitora a variação da massa de uma amostra em função da temperatura ou do tempo em um ambiente de temperatura e atmosfera controladas. Seu princípio de funcionamento é simples: analisar a perda ou a agregação de massa à amostra em temperaturas variadas. Em geral os métodos térmicos encontram ampla aplicação tanto no controle de qualidade quanto na pesquisa de produtos industriais (a exemplo de polímeros, fármacos, argilas, minerais e ligas metálicas.

## Introdução
Um aparelho de TGA apresenta como peças principais: uma balança de precisão, cadinhos feitos de material inerte, forno, termopares e um sistema de passagem de gás (comumente chamado de purga). A amostra em questão é inserida em um cadinho e levada ao forno em um suporte ligado à balança. A temperatura é programada para variar no tempo segundo critérios pré-definidos, enquanto a balança fornece os dados da massa da amostra em função do tempo. O sistema de controle atmosférico é de grande importância, pois os gases presentes no momento da análise podem ou não reagir com a amostra, tendo efeitos diretos nas variações de massa. Veja o exemplo abaixo da decomposição de CaCO3 em atmosfera inerte:
CaCO3(s) + calor → CaO(s) + CO2(g)
Nessa reação um dos produtos é liberado na forma gasosa. Durante a análise termogravimétrica, mais desse produto é gerado com o aumento da temperatura e retirado do ambiente com o sistema de passagem de gás, sem deixar a reação atingir equilíbrio químico. Desse modo, essa etapa será registrada como uma perda de massa, no gráfico de massa por temperatura, característico das medidas de TG. A temperatura nesse ponto é chamada temperatura de eliminação.
Os resultados finais de TGA são mostrados na forma de um gráfico cuja abscissa é referente à temperatura(T) e a ordenada, massa(M), sendo muitas vezes difícil estimar o ponto no qual houve a temperatura de eliminação, tendo em vista que a perda de massa não é sempre abrupta, mas sim, suave em muitos casos. Uma prática de saída encontrada é a sobreposição da curva de DTG (do inglês derivative thermogravimetry) no mesmo gráfico, que representa a derivada da primeira curva, ou seja, dM/dT por T, sendo considerada a temperatura de eliminação o pico (mínimo para perda de massa e máximo para agregação de massa) desse gráfico. Desse modo, por exemplo, a seguintes reações endotérmicas serão marcadas por três mínimos na curva de DTG:
Ca(COO)2·H2O → Ca(COO)2 + H2O
Ca(COO)2 → CaCO3 + CO
CaCO3 → CaO + CO2
A perda de massa da primeira reação é devido à vaporização da água, à medida em que ela é produzida, pois essas etapas ocorrem a centenas de graus Celsius. Na segunda e terceira reação CO e CO2 são gasosos e saem naturalmente da amostra.
Em materiais orgânicos, a técnica é igualmente efetiva, podendo detectar grupos funcionais  à medida que tem suas ligações quebradas termicamente. No caso de uma medida em paralelo com técnicas de espectroscopia, usadas para identificação de compostos, pode-se obter tanto a estrutura do ligante eliminado quanto sua massa, portanto reconstruindo toda a estrutura da molécula, como no exemplo abaixo:
Observa-se que a decomposição térmica do material ocorre em etapas, cada uma relacionada à saida de um grupo funcional e indicada por uma perda de massa. A reconstrução desses grupamentos e da própria molécula pode ser inteiramente feita ao acoplar métodos espectroscópicos.

## Análises Térmicas Simultâneas e Acoplamentos

### DTA e DSC
A análise térmica diferencial (DTA - do inglês "Differencial thermal analysis") e DSC são as análises térmicas mais usadas em conjunto com TGA (porém há progressiva substituição do DTA por DSC desde a invenção deste método, sendo muito mais difundido atualmente). Seu princípio básico é o mesmo que o do TGA: obter informação através da mudança de temperatura. Ambos fazem uso de dois sensores sendo um a referência, no qual o sinal depende da diferença entre a resposta dos dois (origem do nome "diferencial" das duas técnicas). DTA e DSC diferem do TGA por não dependerem da variação de massa. Tais técnicas desempenham um importante papel em análises simultâneas com a de TGA, pois são capazes de identificar transições de fase sem variação de massa.
A principal função do acoplamento TGA-DTA é prover maior resolução em temperaturas específicas nas quais a variação de massa é pequena e sucessiva a outras perdas de massa deixando a visualização apenas pelo gráfico de massa por temperatura, típico de TGA, muito difícil de ser interpretado.
A contribuição do DSC é sua medida de fluxo de calor podendo identificar com muita propriedade mudanças de fase sem que haja variação de massa que passariam despercebidas puramente por TGA, como mudanças estruturais, reações e transições sólido-sólido, cristalização, fusão, polimerização e reações catalíticas.

### Técnicas acopladas: FTIR e MS
A técnica de Espectroscopia de infravermelho por transformada de Fourrier (FTIR) e Espectrometria de Massas (MS) são de enorme importância para a caracterização dos gases eliminados, pois indicam a composição e estrutura destes à medida que vão sendo eliminados do material no processo termogravimétrico. Esses gases são direcionados pelos dutos de passagem de gás, responsáveis por manter a atmosfera controlada, e levados a seus devidos aparatos de FTIR e/ou MS, onde são analisados. Esse tipo de acoplamento permite a análise em tempo real dos componentes do material original, levando a análise termogravimétrica a outro nível, podendo até remontar toda a molécula inicial. O FTIR desempenha o papel de identificar estruturas específicas nas moléculas de gás eliminadas, dando dicas de sua forma. Em paralelo, o MS fornece informação exata da quantidade de certo elemento presente nesses gases. Tanto a informação estrutural do FTIR quanto a quantificação dos elementos químicos presentes nos gases oriunda do MS, são amplamente usadas em laboratório como complemento ao TGA.

## Aplicações

### Caracterização de Materiais
A técnica termogravimétrica pode ser utilizada para a caracterização dos mais diversos materiais. A análise fornece informações importantes sobre cada patamar de degradação dos materiais. Recentemente, esta técnica foi utilizada para caracterização de pellets produzidos com diferentes tipos de resíduos florestais e agrícolas.

#### Em nanotecnologia
Essa técnica também é bastante usada para caracterização de materiais nanoestruturados, como filmes finos, micelas, cerâmicos porosos e principalmente em nanopartículas e materiais de carbono como fulereno, grafeno e nanotubos de carbono. Em atmosfera inerte pode-se identificar defeitos estruturais, ligantes e grau de funcionalização, enquanto em atmosfera oxidante pode-se avaliar pureza, reatividade à atmosfera ambiente, massa residual de catalisadores e, em um exemplo mais específico, a disperção de diâmetro e número de paredes em nanotubos multiwall. Como pode-se observar nesse último exemplo, também é possível obter informações específicas para cada material indiretamente através de sua estabilidade térmica.

#### Nanotubos
Dentre muitos possíveis usos da técnica em nanotubos, podemos citar: a análise da estabilidade térmica de nanotubos de carbono funcionalizados, na qual os grupos funcionais representam a primeira perda significativa de massa na região entre 200-400ºC, seguida da perda do esqueleto de carbono do nanotubo na região de 400-600°C, tendo a temperaturas maiores apenas a presença de possíveis metais usados na catálise; outra tendência para no ramo de nanotubos é a funcionalização com polímeros ligados covalentemente ao esqueleto de carbono, podendo-se atribuir-lhe a quantificação de massa de polímero ligada covalentemente, uma vez que as cadeias poliméricas serão eliminadas a uma temperatura que depende da força da ligação ao esqueleto, que por sua vez a técnica também vai confirmar tal tipo de ligação; ainda no campo de resistência témica, técnicas termogravimétricas podem ser utilizadas em compósitos biodegradáveis para checar a interação entre o material estudado e diversos agentes inorgânicos, uma vez que a liberação desses ligantes está diretamente relacionada com a sua temperatura de eliminação ou mesmo de transição vítrea. Nesse último caso, é comum o uso conjunto de DSC para verificar as etapas de transição de fases.

#### Nanopartículas
A análise termica de nanopartículas vem se tornando mais comum à medida em que a manipulação de sua superfície se expande e novas idéias para seu aproveitamento são difundidas. A síntese das nanopartículas e seu recobrimento com outros materiais, tal como seu uso em catálise representa grande parte dos artigos científicos relacionados a este material. Nesse sentido, os métodos térmicos desempenham um papel significativo na sua caracterização, sendo possível, além das medidas clássicas de temperaturas de eliminação, verificar a reatividade da superfície com a atmosfera escolhida. Nesse caso, pode-se escolher vários gases como atmosfera e verificar o ganho de massa quando a atmosfera for reativa à nanopartícula ou à espécie química adsorvida. Ainda no ramo da catálise, é possível identificar o tipo de ligação entre a nanopartícula e as moléculas em questão, portanto diferenciar entre moléculas adsorvidas fisica ou quimicamente de acordo com o pico de perda de massa, que depende da força de ligação.

#### Outros materiais nanoestruturados
Em outros sistemas como superfícies nanoestruturadas, pode-se obter informação sobre o grau de hidratação do material, tal como a sua resistência térmica à desidratação, que ocorre primariamente com as moléculas de água adsorvidas e, em seguinte, com a possível desidratação química do material. Nos estudos de filmes finos, sua estabilidade térmica está ligada à formação de vários intermediários antes da última etapa de eliminação. Nesses casos o cálculo teórico de diferença de entalpia e entropia da formação dos intermediários em paralelo com os resultados mostrados pelo TGA representam importante informação a cerca da cinética e dos mecanismos da reação, pois pode-se observar claramente a mudança de massa em cada etapa.